# Esteban Boutelou
Esteban Boutelou III (o Estéban Boutelou y Agraz) (Aranjuez, 1776-Madrid,1813), agrónomo y botánico español de ascendencia francesa, hermano del también botánico Claudio Boutelou (1774-1842). 

## Biografía
Fue bisnieto del paisajista francés Esteban Boutelou I, famoso por su trabajo en Aranjuez, donde fue jardinero mayor desde 1716, y La Granja, y nieto de Esteban Boutelou II, quien sucedió a su padre en Aranjuez.
Mediante una pensión real estudió en Francia e Inglaterra agricultura y horticultura, junto con su hermano.
En 1807 ingresó en el Jardín Botánico de Madrid donde investigó y ejerció docencia. En el Jardín Botánico de Sanlúcar estudió el cultivo de la vid y sus variedades. Hoy esta ciudad le tiene dedicada una avenida en su honor. 

## Obra

### En colaboración con su hermanoClaudio
- Tratado de la Huerta. Madrid, 1801
- Tratado de las Flores. Madrid, 1804
- Descripción y nombres de las diferentes especies de uvas que hay en los viñedos de Ocaña. 1805. Semanario de Agricultura y en los Anales de Ciencias naturales de Madrid
- Especies y variedades de Pinos que se crían en la Sierra de Cuenca. 1806. Semanario de Agricultura y en los Anales de Ciencias naturales de Madrid
- Sobre las variedades de Trigos, Cebadas y Centenos, cuyo cultivo te ha ensayado en Aranjuez. 1807. Semanario de Agricultura y en los Anales de Ciencias naturales de Madrid

### Individualmente
- Memoria sobre el cultivo de la Vid en Sanlúcar de Barrameda y Xerez de la Frontera. Madrid, 1807
- Experimentos y observaciones sobre la Cebada ramosa. 1806
- Plantas que se crían en Monserrat
- Plantas observadas en el camino de Barcelona a Monistrol

## Honores

### Epónimos
En honor a los dos hermanos, se nombra al género:
- (Poaceae) Bouteloua Lag.[3]

- La abreviatura «Boutelou» se emplea para indicar a Esteban Boutelou como autoridad en la descripción y clasificación científica de los vegetales.[4]